# كابروني كا.331
كابروني كا.331 (بالإنجليزية: Caproni Ca.331)‏ هي طائرةٌ إيطاليَّة، صنعتها شركة كابروني للطائرات، وكان أول تحليقٍ لها في 31 أغسطس 1940.